# Viaje por Inglaterra y Escocia
Viaje por Inglaterra y Escocia es la relación semiautobiográfica del viaje de Julio Verne con su amigo Aristide Hignard en 1859. La novela sigue los viajes de dos franceses, Jacques (en representación de Verne) y Jonathan (el amigo de Verne, Aristide Hignard), en un viaje de París a Escocia.
El manuscrito de esta novela, rechazado por Pierre-Jules Hetzel en 1862 como será más tarde el de París en el siglo XX, se encontró en los archivos de la ciudad de Nantes y publicado póstumamente en 1989 por Éditions du Cherche-Midi, bajo el falso título de Voyage à reculons en Angleterre et en Écosse.

## Sinopsis
Este libro cuenta la historia de dos jóvenes parisinos, Jacques y Jonathan, que quieren visitar Inglaterra y Escocia, y pasan por Burdeos y Nantes. Al regresar a Francia, Verne decide poner en orden sus notas y comenzar a escribir su viaje. En primer lugar, lo tituló Voyage à reculons (Viaje hacia atrás).

## Personajes
- Jacques Lavaret (alias de Jules Verne).
- Jonathan Savournon (alias de Aristide Hignard).
- Mr. Daunt, director de la compañía de Liverpool.
- Capitán Speedy, commandant du Hamburg.
- El capitán del Conde de Erlon.
- Edmond R..., negociante en vinos.
- Joe Kennedy, negociante inglés.
- Sir John Sinclair, amigo de Kennedy.
- Mr Lambret, propietario del Lambret's Hotel.
- Mr B..., respetable escocés.
- Mistress B..., esposa de Mr B...
- Miss Amelia B..., hija de Mr B...
- Révérend Mr S..., sacerdote católico.
- Miss Elsworthy, actriz inglesa, intérprete de Lady Macbeth.